# 베오르
베오르는 《실마릴리온》에 등장인물이다. 서녘으로 향하기 위하여 청색산맥을 넘어 벨레리안드 동부에서 야영하던 중에 놀도르 영주 핀로드와 조우하면서 그에게 충성을 맹세했다.
그의 부족은 나중에 베오르 가문이라 불리며, 요정과 함께 모르고스에게 함께 저항하는 에다인 세 가문의 수장으로 기록되었다.
이후 그의 부족은 인간 영웅 바라히르, 베렌과 같은 이들을 낳았으며, 분노의 전쟁이 끝난 후 누메노르의 주된 일원이 되었다.